# C20H25N
化学式C20H25N（摩尔质量：279.43 g/mol）可能指：
- 芬哌丙烷，CAS号：3540-95-2
- 普罗地平（BY-101），CAS号：31314-38-2
- 9-(2-乙基己基)咔唑，CAS号：187148-77-2

|  | 这个同类索引页列出了具有相同分子式的化学物（即同分異構體）条目。 除非您是有意链接至本页，否则应将相应条目的内部链接指向正确的条目。 |